# Доходы населения Грузии
Средний доход населения Грузии в 2020 году составил 321 грузинский лари на душу населения в месяц (около $103), средняя номинальная месячная зарплата во втором полугодии 2023 года составила 1804.5 лари (~ $670)., тогда как медианная зарплата в 2021 году составляла 900 лари в месяц.
Минимальная зарплата — 20 лари в месяц (около $7).

## Виды доходов

### Зарплаты
Средняя месячная зарплата нанятых служащих по данным на 3 квартал 2009 года — 568,7 лари.
По данным на 2008 год, средняя месячная заработная плата в Грузии составляла 534,9 лари, в том числе в:
- сельском хозяйстве, охоте и лесном хозяйстве — 299,3 лари;
- рыболовстве — 211,1 лари;
- горной промышленности и карьерных работах — 808,9 лари;
- обрабатывающей промышленности — 510,5 лари;
- строительстве — 597,3 лари;
- оптовой и розничной торговле — 510,6 лари;
- гостиницах и ресторанах — 333,6 лари;
- транспорте и связи — 667,7 лари;
- финансовом посредничестве — 1343,5 лари;
- операциях с недвижимостью — 540,1 лари;
- государственном управлении и обороне — 869,5 лари;
- образовании — 243,7 лари;
- здравоохранении и социальном обеспечении — 305,8 лари.

Среднемесячная заработная плата в 2019 году в Грузии по регионам:
- Тбилиси — 800 лари ($297)
- Аджария — 953 лари ($338)
- Гурия — 618 лари ($219)
- Имеретия — 723 лари ($257)
- Кахетия — 690 лари ($245)
- Мцхета-Мтианети — 902 лари ($320)
- Рача-Лечхуми и Квемо Сванети — 557 лари ($198)
- Самегрело-Земо Сванети — 793 лари ($281)
- Самцхе-Джавахети — 712 лари ($252)
- Квемо Картли — 851 лари ($302)
- Шида Картли — 707 лари ($251)

### Пенсии
С 1 января 2023 года в Грузии пенсия до 70 лет выросла до 300 лари,а для лиц старше 70 она составила 365 лари. В высокогорных регионах с 20% надбавкой она будет соответственно 355 и 440 лари. Пенсионный возраст для мужчин 65 лет, для женщин 60 лет.  Лица, имеющие первую категорию инвалидности, получают 340 лари, и ещё 68 лари, если проживают в горном районе. Лица, имеющие вторую категорию инвалидности, получают 175 лари, и ещё надбавку 35 лари, если  проживают в горном районе.

## Расслоение по доходам
Коэффициент Джини — 40,1 (2014). Отношение дохода наиболее обеспеченных 10 % населения к доходу 10 % самых малоимущих — 16,1 (2008).
Доля населения с доходами ниже прожиточного минимума — 31 % (2006).

## Статистика
|                                                    | 2010  | 2011  | 2012  | 2013  | 2014   | 2015   | 2016   | 2017   | 2018   | 2019   | 2020   |
| Доходы населения Грузии, млн лари в месяц          |       |       | 830,7 | 933,7 | 1035,9 | 1080,2 | 1126,8 | 1181,9 | 1187,2 | 1251,3 | 1194,6 |
| Доходы населения Грузии, $млн в месяц              |       |       | 503   | 561   | 587    | 476    | 476    | 471    | 468    | 444    | 384    |
| Среднедушевой доход населения Грузии, лари в месяц | 181,4 | 197,5 | 222,2 | 251,1 | 278,7  | 290,2  | 302,2  | 317,2  | 318,3  | 336,1  | 321,4  |
| Среднедушевой доход населения Грузии, $ в месяц    | 102   | 117   | 135   | 151   | 158    | 128    | 128    | 126    | 126    | 119    | 103    |
| Средняя зарплата в Грузии, лари в месяц            |       |       |       |       | 818,0  | 900,4  | 940,0  | 999,1  | 1068,3 | 1129,5 | 1191,0 |
| Средняя зарплата в Грузии, $ в месяц               |       |       |       |       | 463    | 397    | 397    | 398    | 422    | 401    | 383    |